# Drakenvlucht
Drakenvlucht is het eerste deel van de fantasyserie De Drakenrijders van Pern, geschreven door Anne McCaffrey. De oorspronkelijke titel van het boek is Dragonflight, en het werd uitgegeven in 1968.
Pern is een verre planeet die regelmatig wordt bedreigd door het wonderlijke Draad: dit zijn zilveren strengen die uit de lucht vallen en alles op hun vernietigen. Alleen de enorme, vuurspuwende, vliegende draken van Pern zijn tegen dit Draad opgewassen. De dappere drakenrijders beschermen Pern tegen de vernietiging.

## Samenvatting van het boek
De drakenrijker F'lar bezoekt de Borgen van Heer Fax voor een Schouwing. Er zijn vierhonderd jaar voorbijgegaan sinds de laatste val van het dodelijke ‘Draad’ op de planeet Pern, en de Borgen verzetten zich steeds meer tegen de oude tradities en wetten die de Drakenweyr heeft ingesteld om Pern te beschermen. Volgens vele mensen zijn de Pernesiaanse Draken overbodig geworden, en de enige overgebleven Weyr van Pern is in verval. De Gouden Koninginnendraak Nemorth van Benden Weyr heeft echter een koninginnen-ei gelegd en F’lar komt erachter dat er nog een geschikte Drakenrijder-kandidaat van de Ruathaanse familie in leven is. Dit is Lessa, die sinds de verovering van de Borg Ruatha als anoniem sloofje op de Borg werkt. Tijdens de Schouwing verkondigt Heer Fax dat de macht van de Weyr voorgoed voorbij is en noemt de Drakenrijders de ‘parasieten van Pern’. Vervolgens valt hij F’lar aan, en na een kort gevecht doodt de Drakenrijder de opperheer van de zeven Borgen. Hierna benoemt hij de net geboren zoon van Fax als nieuwe Heer van Born Ruatha, en neemt hij Lessa mee naar Benden Weyr.
Nadat de Drakeneieren uitkomen zoeken de jonge draakjes alle een geschikte kandidaat, en vindt de ‘prenting’ plaats; hierbij ontstaat er een geestelijk contact tussen de draak en de nieuwe rijder. Het Gouden Koninginnen-Draakje Ramoth kiest Lessa, waarna deze instructies krijgt over haar plichten ten opzichte van haar draak en de Weyr van Weyrleider R’gur. Bovendien leert ze alles over de Rode ster, de Draadval, de Weyr, en de functie van Weyrvrouwe. Ondertussen heeft de Weyr grote voedselproblemen omdat de meeste Borgen weigeren hun tiende deel af te staan. Lessa zet K’net ertoe aan om door middel van plunderingen het rechtmatige deel van het voedsel te verkrijgen. De dag erna trekken een aantal Borgheren met meer dan duizend soldaten naar de Wey, waarna F’lar het leiderschap van de Weyr opeist. Hij laat een aanval draken het ‘tussen’ in vliegen en gijzelaars uit de onbewaakte Borgen halen. Hierdoor moeten de Borgheren wel gehoorzamen. Ondertussen heeft Ramoth met F’lars Bronzen Draak Mnementh gepaard, eieren gelegd, en wordt Kylara de nieuwe Weyrvrouwe van de jong koningin Pridith.
Enige tijd later blijkt dat het Draad weer valt. De Drakenrijders moeten ‘tussen tijden’ vliegen om het draad in Nerat te bestrijden. Met behulp van vlamstenen verschroeien de draken het Draad in de lucht. Lessa coördineert ondertussen de operatie door middel van haar mentale contact met alle draken. Het aantal draken en ruiters in de lucht wordt echter steeds kleiner, omdat vele gewond terugkeren naar de Weyr. F’lar beseft dat ze spoedig meer draken nodig hebben, en Lessa stelt voor om Kylara met de jonge draken en rijders naar het verleden te sturen, waar ze ongestoord op het verlate zuid-continent kunnen verblijven om volwassen te worden. Maar nog voor de start van de onderneming ontdekken Lessa en F’lar al dat deze niet helemaal zal lukken. Dan toont de Meesterbard Robinton het 400 jaar oude ‘vraaglied’ aan Lessa, dat iets te maken heeft met de verdwijning van de vijf andere Weyrs. Als Lessa dit hoort beseft ze plotseling wat er gebeurd is; de Weyrs zijn vooruitgegaan in de tijd. Lessa vertrekt naar het verre verleden en als ze bijkomt blijkt ze in Fort Weyr te zijn. Lessa vertelt haar levensverhaal, en in een vergadering met de Weyrleiderrs wordt besloten dat vijf Weyrs 400 jaar de toekomst in zullen reizen. Als Lessa vervolgens weer in het heden verschijnt met vijf voltallige Weyrs, en F’nor met zijn Drakenrijders uit de Zuidweyr arriveert, gaan de Drakenrijders van Pern gezamenlijk de strijd met het dodelijke Draad aan.